# Mise en demeure
La mise en demeure est un moyen pour un créancier de constituer un débiteur en demeure, généralement en lui envoyant une lettre. La mise en demeure se distingue par rapport à la demeure de plein droit, qui a lieu automatiquement à la survenance d'un événement. Elle constitue un dernier recours avant une poursuite judiciaire si le débiteur ignore la mise en demeure ou ne paie pas après la date d'échéance indiquée dans la lettre. 

## Droit par pays

### Droit allemand
Une Abmahnung (mise en demeure) est, en droit allemand, une sommation formelle d'une personne à une autre, d'abandonner à l'avenir un comportement précis. En Allemagne, elle est expressément prévue dans le § 314 al. 2 BGB, comme condition de la résiliation pour justes motifs de contrats à durée indéterminée.

### Droit américain
Une lettre de demande (anglais : letter of demand) est utilisée dans les pays de common law pour demander une restitution d'un montant ou l'exécution d'une obligation. 
Une ordonnance de cessation et d’abstention (anglais : Cease and desist order) est un terme juridique américain. Il est employé pour demander à une personne ou une organisation de cesser de manière permanente de faire quelque chose.

### Droit français
En droit français, le régime de la mise en demeure est inclus dans le code civil, dans le code monétaire et financier et dans le code des procédures civiles d'exécution (pour le recouvrement amiable des créances).
Les principaux articles concernés du code civil, dans sa version modifiée au 1er octobre 2016, sont les 1231, 1231-5, 1344, 1344-1, 1344-2.
Une mise en demeure abusive peut engendrer la condamnation à des dommages-intérêts.

### Droit québécois (Canada)
En droit québécois, les articles 1594 à 1600 du Code civil du Québec sont les principales dispositions concernant la constitution en demeure d'un débiteur.